# Pterygophorosoma cornuigerum
Pterygophorosoma cornuigerum är en mångfotingart som först beskrevs av Karl Wilhelm Verhoeff 1900.  Pterygophorosoma cornuigerum ingår i släktet Pterygophorosoma och familjen knöldubbelfotingar. Inga underarter finns listade i Catalogue of Life.